# Welle 1
Welle 1 ist der Name mehrerer als Netzwerk miteinander verbundener Hörfunksender mit regionalen Studios in Österreich – auf UKW in Teilen des Landes Salzburg, Oberösterreichs, Kärntens, Tirols in der Stadt Wien sowie bundesweit auf DAB+. Unter dem vollen Namen Welle 1 music radio sendet das Netzwerk aktuelle Musik aus den Charts und bietet eine Mischung aus Pop-Rockmusik, R'n'B & Elektronische Tanzmusik, bedient mit ausgewählten Spezialsendungen differenzierte Musikgenres.

## Geschichte
Mit dem Start der Privatradios am 1. April 1998 gingen in Österreich fünf Sender auf Sendung, die den Markennamen „Welle 1“ oder das dazugehörige Branding trugen. Es handelte sich dabei um keine Senderkette und abgesehen vom gemeinsamen Markenauftritt gab es auch keine inhaltliche Kooperation. Diese Sender waren:
- 106,2 Welle 1 Music Radio in Salzburg (heute Welle 1 music radio – mit einigen Frequenzen in Salzburg, DAB+ Österreich)
- Welle alpin im Pinzgau, Pongau und Lungau (heute Teil von KroneHit)
- 92,6 Welle 1 Music Radio Linz (heute Welle 1 music radio - mit fünf Frequenzen – Linz, Wels, Steyr, Kremsmünster, Kirchdorf)
- 106.5 Welle 1 Stadtradio in Innsbruck (heute Teil von KroneHit)
- Welle 1 Oberland in Imst (Welle 1 – Tirols Hitgarantie)

Sender der Welle Salzburg GmbH & Co. KG
- Welle 1 Kärnten (heute Welle 1 music radio – mit einigen Frequenzen in Kärnten)
- Welle 1 Tirol (heute Welle 1 music radio - mit Frequenzen in Innsbruck–Land)
- Welle 1 Wien (heute Welle 1 music radio - mit Frequenz in Wien, DAB+ Österreich)

Inhaltlich waren die Sender sehr unterschiedlich positioniert; Die Salzburger und Innsbrucker Wellen verstehen sich als frisches Radio; die Oberländer/Außerferner Wellen hingegen blieben bis zur inhaltlichen Neuausrichtung im Jahr 2010 dem Arabella-Format weitgehend treu. Mittlerweile sind alle Welle 1 Stationen im Hot AC Format.
Im Herbst 1998 folgte die Welle Oberland (Nachfolger von Welle 1 Oberland) im Tiroler Oberland, die nach einem Zwischenspiel als Radio Arabella Oberland (2001–2004) dann wieder als Welle Oberland sendete – im engen Verbund mit dem Außerferner Lokalradio (Radio Express, später Radio Arabella - Welle Außerfern) und danach in Magic Hit umbenannt wurde.
Im Dezember 2003 wurden einige Frequenzen des Kronehit-Verbundes zu Welle 1 Steyr ausgegliedert und in das Salzburger Programm eingebunden. Die Innsbrucker & die Linzer Welle mussten beide ihre Sendelizenz an Kronehit abgeben und mussten sich um eine neue Lizenz bewerben, weswegen sie heute auf anderen Frequenz sendet – auf 92,9 MHz und 104,1 MHz in Tirol und 91,8 MHz in Linz.
Zuvor sendeten die Welle Radios Tirol fast im gesamten Landesgebiet auf insgesamt zehn Frequenzen – Ausnahme Bezirk Kitzbühel & Osttirol. Prokuristin Elfriede Schlatter. Ab 2007 sendete das Privatradio unter der Dachmarke Welle Radios Tirol und das Sendegebiet von Welle 1 wurde ins Unterland (Schwaz-Kufstein) ausgedehnt.
2010 bekamen die Welle Oberland & die Welle Ausserfern ein Rebranding; wurden wie ihr Muttersender Welle 1 92,9, Jugendradios, parallel ausgestrahlt. 2020 gingen die Tiroler Frequenzen an arabella HOT. 
Seit Ende Juni 2025 sendet Welle 1 music radio Salzburg in Innsbruck und Innsbruck Land auf den Frequenzen 95,5 MHz, 95,1 MHz und 88,0 MHz.
Welle 1 music radio Salzburg sendet in Salzburg und Umgebung auf 106,2 MHz. Programminhalte (2001–2005): (Welle1 TV), Flotter Dreier/Powermorgen(Saumüd)- 3 Wunschhits, Wavebreakerhit/Drivetime - 3 Hits zur Abstimmung, volle Pumpe/After Work- 3 Dance Tracks freier Wahl. Von 2004 bis 2014 gab es regelmäßige Sampler zur Sendung Dance Explosion. 
Im März 2008 verlor Welle 1 die oberösterreichischen Frequenzen 102,6 und 107,5, bekam jedoch wenig später die 91,8 MHz-Frequenz für Linz zugesprochen und sendet dort nun als Welle 1 music radio Linz.
Am 6. März 2009 bekam der Sender die Frequenzen 102,6 und 107,5 wieder zurück.
Seit Anfang September 2010 sendet Welle 1 zusätzlich auf der ehemaligen Frequenz von Antenne Wels – auf 98,3 MHz.
Seit Februar 2013 ist die Welle Salzburg GmbH & Co. KG auch mit dem Programm Welle 1 in Kärnten vertreten. Es wird auf den ehemaligen Frequenzen von Radio Harmonie (Villach und Umgebung: 99,7 MHz, Klagenfurt-Wörthersee: 95,2 MHz und Spittal an der Drau: 106,6 MHz) gesendet. Eine weitere Frequenz 98,2 MHz versorgt teile des Bezirkes St. Veit und Völkermarkt.
Bereits 2015 startete Welle 1 im Rahmen des DAB+ Testbetriebs in Wien. Allerdings verließ der Sender den Testbetrieb nach einem Jahr wieder.
2021 startete Welle 1 auf DAB+ landesweit im Bundesmux. Das „best of der Welle-1-Sender“. Kernzielgruppe sind 19- bis 39-Jährige welche vorwiegend an internationalen Themen interessiert sind. Im ersten Jahr lief Musik nonstop. Es umfasste aktuelle Charts sowie die Hits (Pop & Dance) der letzten zwanzig Jahre und berücksichtigt österreichische Künstler und deren Musik. Die Moderation aus Wien und das Nachtprogramm von 18-06 Uhr aus Salzburg so wie dessen Sendungen (Fusion, Litwoch, Trending Tuesday) sind seit 10. Jänner 2022 auf Sendung.
Außerdem bekam der Sender im Mai 2017 eine Zulassung für die Frequenz 102,1 MHz in Wien, welche Anfang 2022 in Betrieb genommen wurde. Seit Jahreswechsel 2023 sendet Welle 1 in der Steiermark nur noch über DAB+, die Grazer UKW-Frequenz 104,6 MHz wurde eingestellt.

## Markenauftritt
Das Logo der Wellen bestand ursprünglich aus einem orangen Kreis mit weißem Rand, über denen bei Einfrequenzsendern die Frequenz prominent platziert war, mit dem Namen „Welle 1“ über und dem Namenszusatz („Stadtradio“, „alpin“ etc.) unter dem Kreis. Die Farbgebung ist bis heute beibehalten worden; der Kreis hingegen ist zugunsten einer rein typographischen Gestaltung abgeschafft worden.

## Liveübertragung
Welle 1 Salzburg/OÖ hat Verträge mit diversen Discotheken und überträgt deren Musik im Nachtprogramm live in seinem Programm.

## Empfang
Welle 1 DAB+:
- Salzburg, Innsbruck, Bregenz: DAB+ Austria, Kanal 5B
- Wien, St. Pölten: DAB+ Austria, Kanal 5D
- Klagenfurt: DAB+ Austria, Kanal 6A
- Linz: DAB+ Austria, Kanal 6D
- Eisenstadt, Graz: DAB+ Austria, Kanal 8A

Welle 1 Salzburg:
- Salzburg Stadt, Tennengau, Flachgau: 106,2 (Salzburg-Gaisberg) DAB+
- Pongau: 107,5 (St. Johann)
- Pinzgau: 107,1 (Zell am See – Bruck)
- Bayern: Kreis – Traunstein, Rosenheim, Passau: 106,2 MHz, DAB+

Welle 1 OÖ:
- Linz, Leonding, Pasching, Haid: 91,8 MHz (Linz-Freinberg) DAB+
- Perg, Mauthausen, Grein: 94,5 MHz, DAB+
- Wels, Marchtrenk, Bad Schallerbach: 87,7 MHz, DAB+
- Steyr, Garsten, Sierning und Wolfern: 102,6 MHz, DAB+
- Innviertel: 106,2 MHz (Salzburg-Gaisberg) DAB+
- Kirchdorf, Micheldorf: 107,5 MHz, DAB+
- Kremsmünster, Lambach: 106,6 MHz, DAB+
- LIWEST-Kabel: 106,4 MHz

Welle 1 KTN:
- Klagenfurt Stadt & Land: 95,2 (Pyramidenkogel) DAB+
- Villach Stadt & Land: 99,7 und 95,2 (Genottehöhe & Pyramidenkogel) DAB+
- Spittal an der Drau: 106,6 (Hühnersberg)
- Brückl & Völkermarkt: 98,2 (Brückl) DAB+

Welle 1 Tirol:
- Innsbruck Stadt & Land: 95,5 (Schlotthof) DAB+
- Inzing: 95,1 (Stieglreith) DAB+
- Wattens: 88,0 (Volderberg) DAB+

Welle 1 Wien:
- Wien Stadt: 102,1 MHz, DAB+

Die Frequenzen sind auf der Homepage des Senders nachlesbar.

## Moderatoren
- Joe Kleer
- Lukas Pointinger
- Anja Korber
- Reginald Kallinger
- Katharina Mikl
- Stefan Sturm
- DJ Anady

Ehemalige Moderatoren beim Salzburger Programm
- Katrin Prähauser (Servus TV)
- Georg Pollak
- Peter Brandlmayr
- Manuel Reifenauer (Electric Love)
- Christoph Lackner
- Marcel Schachinger[4]
- Wolfgang Zanon (Radio Salzburg)
- Sophie Lang
- Bernd Radler (Radio Kärnten)
- Florian Schmid
- Falko Niestolik DJ
- Marc Buchinger (Life Radio)
- Alex Streicher (Antenne Kärnten)
- Christina Ofner